# Batería de San Juan
La batería de San Juan o batería de Santa Isabel es una antigua instalación militar ubicada en el barrio de San Juan en Las Palmas de Gran Canaria, España. 
Antiguamente estaba equipada con nidos de ametralladora, nidos para artillería y otras maquinarias militares. Actualmente, el lugar está abandonado, aunque el ayuntamiento local ha mostrado interés en su rehabilitación.

## Historia
La construcción de la línea comenzó en 1898. Según el Catálogo de Patrimonio Arquitectónico de Las Palmas de Gran Canaria: 

Se trata de una extensa instalación en buena parte derruida compuesta por edificaciones con patio y galerías subterráneas, así como por una serie de rampas y plataformas con cuatro casamatas extremas semi cilíndricas. Los cuerpos construidos se disponen en una cierta simetría. Los huecos, de dintel recto o curvo, están recercados en cantería, material que vemos sobre pretiles de cierre de los elementos de la construcción.

Junto a esta batería, se construyó un grupo de líneas defensivas hermanas con el objetivo de evitar cualquier invasión a la capital, estas estaban ubicadas en la Isleta, San Juan y Gando, cubriendo así el área desde la ciudad capitalina hasta el aeropuerto de Gran Canaria.
La máxima actividad de esta fortaleza tuvo lugar durante la Segunda Guerra Mundial. En el contexto de este conflicto, el Reino Unido y la Alemania nazi desearon el control de las Islas Canarias (especialmente de Gran Canaria y el puerto de Las Palmas). Alemania no llegó a desarrollar los planes de conquista dada la colaboración del franquismo. 
Reino Unido desarrolló la Operación Pilgrim (peregrino). El objetivo era desembarcar en la bahía de la luz (actual zona metropolitana de Las Palmas) y asumir el control de la isla de Gran Canaria.Las principales razones para desarrollar este plan fueron: la toma de una base naval estratégica para aumentar la presión de la Royal Navy sobre la Kriegsmarine y evitar una posible Operación Félix. El plan finalmente no llegó a la realidad.
A finales de la Segunda Guerra Mundial, la batería de San Juan y la de Gando fueron desactivadas y desarmadas, en favor de la permanencia de la Batería de la Isleta, pues tenía el puerto relativamente cerca y estaba a mayor elevación respecto a las otras baterías. 

## Actualidad y futuro
Actualmente, y desde el abandono por parte del Ejército de Tierra, la línea ha sufrido graves faltas de mantenimiento, además de vandalismo en forma de pintadas, grafitis y contaminación del entorno. Muchos ciudadanos la visitan regularmente con fines recreativos, o para ayudar al mantenimiento del lugar.
No obstante, el Ayuntamiento de Las Palmas de Gran Canaria ha llevado la iniciativa para convertir, rehabilitar y reabrir las instalaciones para el público general.Además, la alcaldesa de la ciudad, Carolina Darias ha mostrado su voluntad de reformar la instalación en la Cadena SER